# Réquiem (Saint-Saëns)
El Réquiem, Op. 54, fue escrito por Camille Saint-Saens en 1878.

## Estructura
El Réquiem consta de ocho movimientos:
1. Kyrie
2. Dies Irae
3. Rex Tremendae
4. Oro Supplex
5. Hostias (Ofertorio)
6. Sanctus
7. Benedictus
8. Agnus Dei

## Instrumentación
SATB, coro, 4 flautas, 2 oboes, 2 inglés cuernos, 4 fagotes, 4 trompas, 4 arpas, 4 trombones, timbales, órgano y cuerdas.